# Jeunesse arabe, Yallah!
Jeunesse arabe, Yallah! est une émission de télévision documentaire québécoise en six épisodes de 48 minutes réalisée par Arnaud Bouquet et diffusée à partir du 12 novembre 2019 sur la chaîne TV5 Québec Canada. Elle est animée par l'autrice-compositrice-interprète Nadia Essadiqi alias La Bronze. Elle est aussi disponible en vidéo à la demande sur la plateforme ICI TOU.TV.

## Synopsis
Nadia Essadiqi va à la rencontre des jeunes de la nouvelle génération à travers le monde arabe. Elle y découvre une jeunesse en pleine effervescence, inspirante, qui transforme la société dans laquelle elle évolue. Loin des préjugés occidentaux face au monde arabe, on y découvre des jeunes ouverts sur le monde, qui célèbrent la vie et qui ont les mêmes préoccupations que leurs semblables à travers le monde, que ce soit au niveau de l’environnement, de la justice sociale ou encore de la liberté de religion.

## Épisodes
Chaque épisode de la série présente la jeunesse d'un pays particulier du monde arabe.
1. Palestine
2. Émirats arabes unis
3. Maroc
4. Liban
5. Jordanie
6. Koweït